# Jerry Paulson
Gerald Arthur Paulson, detto Jerry (21 luglio 1935 – 6 marzo 1986), è stato un cestista statunitense, professionista nella NBA.

## Carriera
Dopo quattro anni nella NCAA con il Manhattan College, viene scelto con la diciassettesima scelta del terzo giro del Draft NBA del 1957 dai Rochester Royals (che poche settimane più tardi si trasferiscono a Cincinnati), con cui gioca 6 partite con una media di 3,3 punti ed 1,7 rimbalzi in 11,3 minuti.